# Říčky
Říčky (in tedesco Ritschka) è un comune della Repubblica Ceca facente parte del distretto di Brno-venkov, in Moravia Meridionale.